# 倫
倫是挪威的一個市镇，位於羅加蘭郡，行政中心为莫伊村。市镇面积为408平方公里，人口数量为3,202人（2020年），人口密度为每平方公里9人。